# Nowopawlowka (Transbaikalien)
Nowopawlowka (russisch Новопа́вловка) ist eine Siedlung städtischen Typs in der Region Transbaikalien in Russland mit 3941 Einwohnern (Stand 14. Oktober 2010).

## Geographie
Der Ort liegt etwa 310 km Luftlinie westsüdwestlich der Regionshauptstadt Tschita am rechten Ufer des Chilok, der dort nördlich des Jablonowygebirges fließt.
Nowopawlowka gehört zum Rajon Petrowsk-Sabaikalski und befindet sich etwa 20 km südöstlich von dessen Verwaltungszentrum Petrowsk-Sabaikalski. Es ist Sitz und einzige Ortschaft der Stadtgemeinde Nowopawlowskoje gorodskoje posselenije.

## Geschichte
Der Ort wurde 1868 von Angehörigen der altorthodoxen Glaubensgemeinschaft der Semeiskije gegründet und trug zunächst den Namen Nowo-Pawlowskoje. Nach dem Bau der Transsibirischen Eisenbahn wurde dort 1904 eine Station eröffnet und 1906 in der Nähe die Tarbagataier Kohlelagerstätte entdeckt, benannt nach dem westlichen Nachbarort Tarbagatai.
In den 1930er-Jahren wurde der Kohleabbau intensiviert, und als Bergarbeitersiedlung erhielt der Ort unter der heutigen Namensform 1938 den Status einer Siedlung städtischen Typs.

### Bevölkerungsentwicklung
| Jahr | Einwohner |
| ---- | --------- |
| 1926 | 272       |
| 1939 | 3271      |
| 1959 | 6038      |
| 1970 | 5180      |
| 1979 | 5028      |
| 1989 | 4775      |
| 2002 | 4288      |
| 2010 | 3941      |

Anmerkung: Volkszählungsdaten

## Verkehr
Nowopawlowka liegt an der Transsibirischen Eisenbahn (Streckenkilometer 5828 ab Moskau), die auf diesem Abschnitt 1974 elektrifiziert wurde. Nördlich wird die Siedlung von der Fernstraße R258 Baikal (früher M55) umgangen, die Irkutsk über Ulan-Ude mit Tschita verbindet und Teil der transkontinentalen Straßenverbindung ist.